# Osteoradionekrose
Eine Osteoradionekrose (engl. osteoradionecrosis, Abkürzung ORN) ist eine spezielle Form einer Strahlennekrose, die zu den aseptischen Knochennekrosen gezählt wird. Osteoradionekrosen sind Knochennekrosen, die durch die Einwirkung von ionisierender Strahlung in höheren Dosen entstehen können. In den meisten Fällen handelt es sich um eine schwerwiegende Komplikation nach einer Strahlentherapie.

## Beschreibung

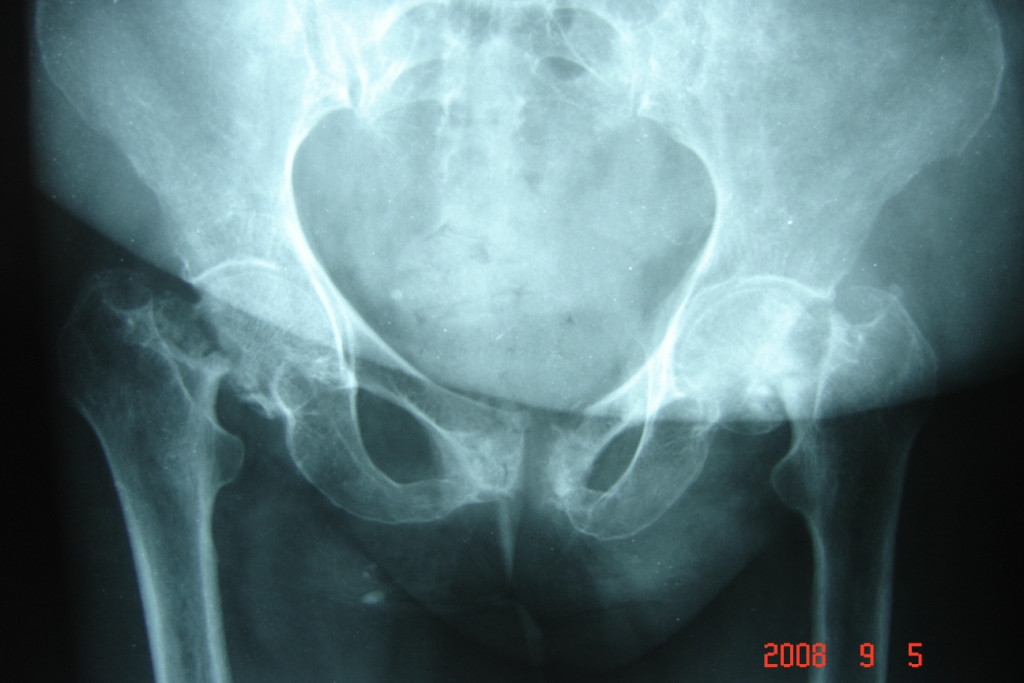
Röntgenaufnahme des Beckenbereichs einer 74-jährigen Frau, die zwei Jahre vor dieser Aufnahme eine fraktionierte Strahlentherapie über 42 Tage mit insgesamt 45 Gray zur Behandlung eines Zervixkarzinoms erhielt. Deutlich zu erkennen sind osteonekrostische Bereiche an beiden Köpfen der Oberschenkelknochen, sowie die subkapitalen Frakturen beider Oberschenkelknochen (vor allem auf der rechten Seite; im Bild links).

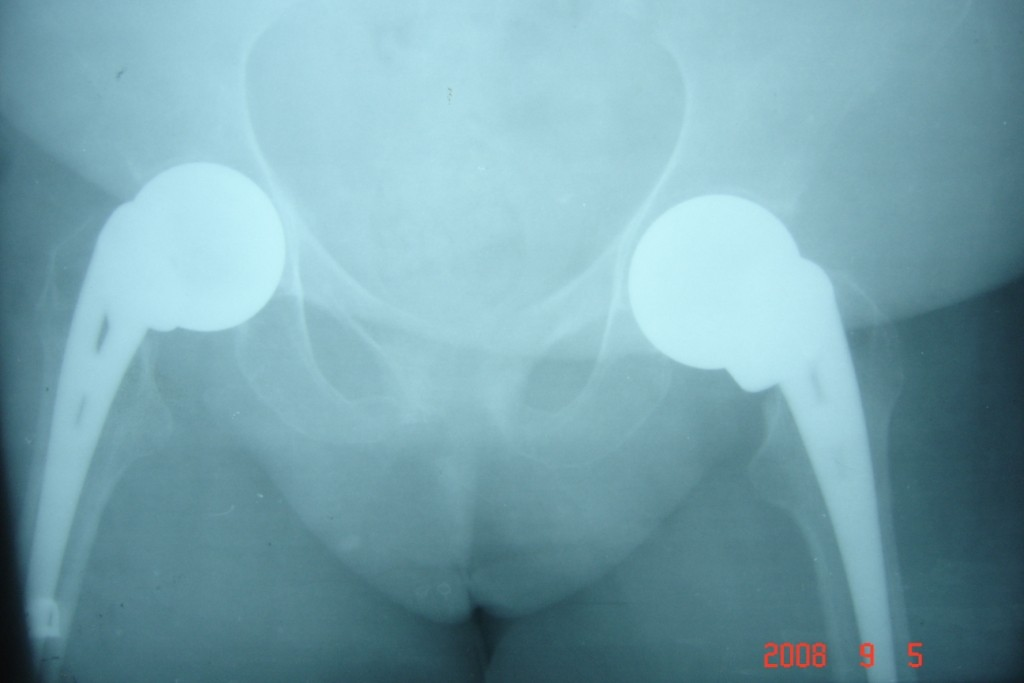
Röntgenaufnahme derselben Patientin mit beidseitiger Hüftprothese.

Die für den Knochenaufbau verantwortlichen Zellen, die Osteoblasten, sowie die Blutgefäße im Knochen und dessen kollagenes Gerüst, können durch ionisierende Strahlung ab einer Dosis von etwa 40 Gray so stark geschädigt werden, dass sich eine Knochennekrose bilden kann. Die Zeit zwischen der Bestrahlung und dem Auftreten einer Osteoradionekrose, die sogenannte Latenzzeit, beträgt durchschnittlich 11 bis 15 Monate. Es sind aber auch Extremfälle von wenigen Monaten bis zu mehreren Jahren in der Literatur beschrieben.
Potentiell von einer Osteoradionekrose gefährdet sind die Knochen, die in der unmittelbaren Nähe des Zielorgans der Strahlentherapie liegen. So kann beispielsweise eine Radiatio eines Nierenzellkarzinoms zu einer Osteoradionekrose der Lendenwirbel führen. Bei gynäkologischen Tumoren sind die Beckenknochen, bei Kopf-Hals-Tumoren beispielsweise der Unter- oder Oberkiefer, bei Brustkrebs die Rippen und Knochen des Schultergürtels gefährdet.
Osteoradionekrosen haben eine langsame Progression. Dabei werden sie im Laufe der Zeit immer umfangreicher und schmerzhafter. Unbehandelt können sie zu Infektionen und pathologische Frakturen führen. Die durch die Osteoradionekrosen entstandenen Schäden sind im Normalfall irreversibel.
Bei Osteoradionekrosen im Unterkiefer (Mandibula), die nach der Bestrahlung von Tumoren im Mundrachen entstehen können, ist die Infektionsgefahr durch die in diesem Bereich vorhandene Mundflora besonders hoch.
Die genaue Pathogenese der Osteoradionekrosen ist noch nicht vollständig geklärt. Eine Theorie geht davon aus, dass mikrovaskuläre Thrombosen, die durch Zerstörung des Endothels und Entzündungsprozesse hervorgerufen werden, zu einer Knochen- und Gewebenekrose führen. Das Endothel und die Entzündungsprozesse werden dabei durch Freie Radikale hervorgerufen, die durch die ionisierende Strahlung erzeugt werden. Hinzu kommen noch Risikofaktoren wie Tabak- und Alkoholmissbrauch sowie chirurgische Eingriffe. Dieser Theorie entsprechend senkt die Gabe von steroidalen Entzündungshemmern vor und nach der Strahlentherapie das Risiko einer Osteoradionekrose.

## Häufigkeit
Die Inzidenz und die Wahrscheinlichkeit von Osteoradionekrosen ist von vielen Faktoren abhängig. Neben der Dosis, der Größe des bestrahlten Gewebevolumens, der Art des Knochens (Röhrenknochen, platte Knochen, spongiöse oder kompakte Knochen etc.) und der Fraktionierung spielt beispielsweise auch die Knochendichte eine wichtige Rolle. So erhöht sich beispielsweise die Wahrscheinlichkeit einer Osteoradionekrose bei Patienten mit Osteoporose signifikant.
Die Inzidenz für eine Osteoradionekrose innerhalb von fünf Jahren nach der Strahlentherapie liegt nach einer Bestrahlung im Beckenbereich (im Wesentlichen zur Radatio gynäkologischer Tumoren) bei bis zu 11 % und am Unterkiefer zwischen 5 und 10 %
In der Anfangszeit der Strahlentherapie waren Knochennekrosen relativ häufig. Mit der Verbesserung der Bestrahlungstechniken nahm die Häufigkeit ab den 1970er Jahren deutlich ab, nimmt aber seit den 1990er Jahren wieder etwas zu. Eine mögliche Ursache für diese Zunahme ist die Kombination Chemotherapie–Strahlentherapie.

## Diagnose
Osteoradionekrosen lassen sich röntgenologisch als unscharf begrenzte dichte Knochentrümmer gut erkennen. Dadurch können sie von Knochenmetastasen unterschieden werden. Bei gemischt osteoplastischen/osteolytischen Knochenmetastasen ist die Differentialdiagnose deutlich schwieriger. Eine Knochenszintigraphie kann hier zur Klärung des Befundes beitragen. Maximale Diagnosesicherheit bietet eine Knochenbiopsie.

## Prophylaxe und Therapie
Die akuten und chronischen Entzündungsprozesse einer Osteoradionekrose werden meist mit steroidalen Entzündungshemmern behandelt. Werden diese Entzündungshemmer vor und unmittelbar nach einer Strahlentherapie prophylaktisch verabreicht, so kann das Risiko einer Osteoradionekrose gesenkt werden. Darüber hinaus wird die Verabreichung von Pentoxifyllin und eine antioxidative Behandlung, beispielsweise mit Superoxiddismutase und Tocopherol (Vitamin E), empfohlen.
Im Kieferbereich kann das Risiko für eine Osteoradionekrose durch eine gründliche Zahnsanierung vor dem Beginn der Strahlentherapie deutlich gesenkt werden.
Der therapeutische Nutzen der Hyperbaren Oxygenierung (HBO) bei Osteoradionekrosen wird kontrovers diskutiert. Neben Studien, die eine positive Wirkung beschreiben, gibt es Studien, die dieser Behandlungsoption keinen positiven Effekt bescheinigen.

## Medizingeschichte

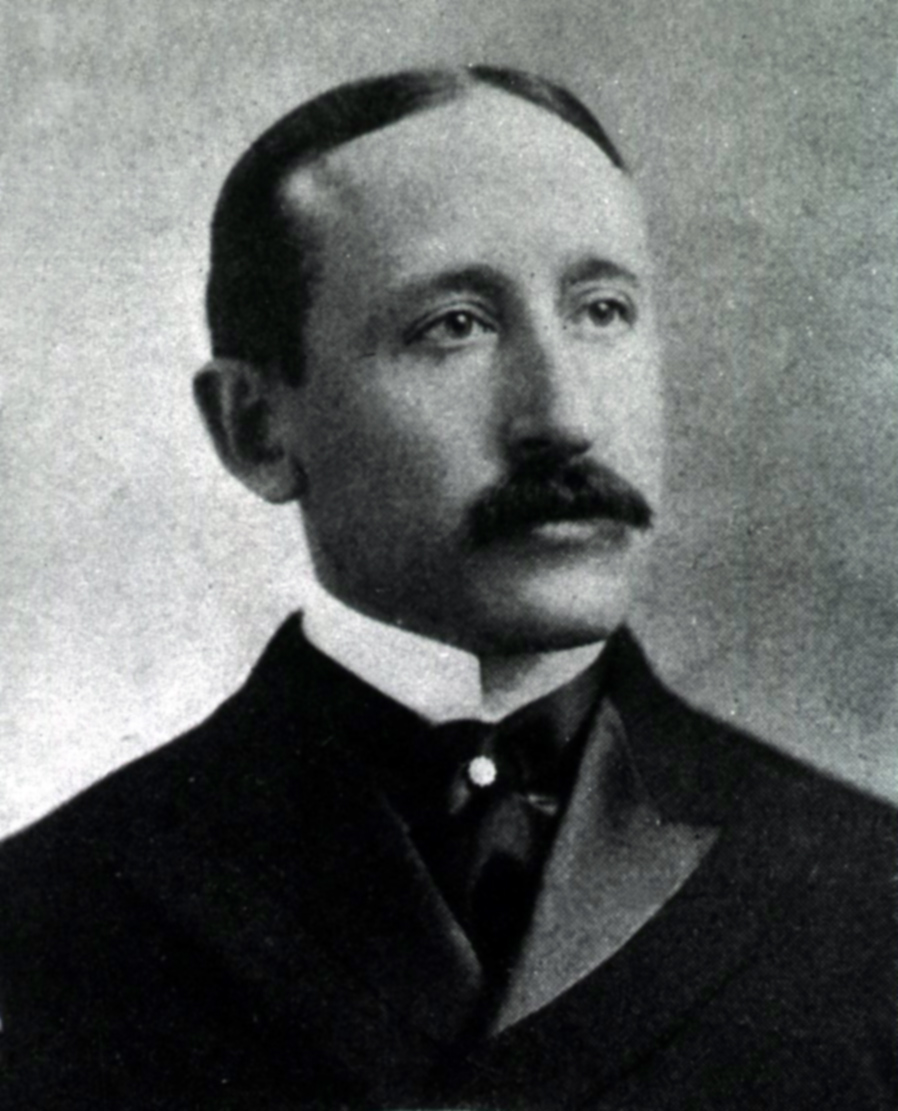
James Ewing (1866–1943)

Der US-amerikanische Pathologe James Ewing beobachtete 1926 als Erster Knochenveränderungen infolge einer Strahlentherapie, die er als radiation osteitis (dt. ‚Strahlenostitis‘ oder Radioosteomyelitis; heute: Osteoradionekrose) bezeichnete. Lange Zeit ging man davon aus, dass durch die Bestrahlung eine bakterielle Infektion im Knochen bewirkt wird, die letztlich zur Strahlennekrose führt. Erst 1983 stellte Robert E. Marx fest, dass die Osteoradionekrose eine strahleninduzierte aseptische Knochennekrose ist.

## Weiterführende Literatur
- A. S. Jacobson, D. Buchbinder u. a.: Paradigm shifts in the management of osteoradionecrosis of the mandible. In: Oral Oncology. Band 46, Nummer 11, November 2010, S. 795–801, ISSN 1368-8375. doi:10.1016/j.oraloncology.2010.08.007. PMID 20843728. (Review).
- D. E. Peterson, W. Doerr u. a.: Osteoradionecrosis in cancer patients: the evidence base for treatment-dependent frequency, current management strategies, and future studies. In: Supportive care in cancer. Band 18, Nummer 8, August 2010, S. 1089–1098, ISSN 1433-7339. doi:10.1007/s00520-010-0898-6. PMID 20526784. (Review).
- B. R. Chrcanovic, P. Reher u. a.: Osteoradionecrosis of the jaws–a current overview–part 1: Physiopathology and risk and predisposing factors. In: Oral and maxillofacial surgery. Band 14, Nummer 1, März 2010, S. 3–16, ISSN 1865-1569. doi:10.1007/s10006-009-0198-9. PMID 20119841. (Review).
- B. R. Chrcanovic, P. Reher u. a.: Osteoradionecrosis of the jaws–a current overview–Part 2: dental management and therapeutic options for treatment. In: Oral and maxillofacial surgery. Band 14, Nummer 2, Juni 2010, S. 81–95, ISSN 1865-1569. doi:10.1007/s10006-010-0205-1. PMID 20145963. (Review).
- P. Kouyoumdjian, O. Gille u. a.: Cervical vertebral osteoradionecrosis: surgical management, complications and flap coverage–a case report and brief review of the literature. In: European spine journal. Band 18 Suppl 2, Juli 2009, S. 258–264, ISSN 1432-0932. doi:10.1007/s00586-009-0950-8. PMID 19340464. PMC 2899554 (freier Volltext). (Review).
- M. J. Wahl: Osteoradionecrosis prevention myths. In: International Journal of Radiation Oncology – Biology – Physics. Band 64, Nummer 3, März 2006, S. 661–669, ISSN 0360-3016. doi:10.1016/j.ijrobp.2005.10.021. PMID 16458773. (Review).